# 紹斯波特 (英國國會選區)

選區在默西賽德郡的位置

紹斯波特（英語：Southport），英國國會一自治市選區，位於默西賽德郡塞夫頓都會自治市北部，包括七個地方選區。
設於1885年，本區屬保守黨和自由黨—自民黨之爭。2010年大選中，約翰·皮尤以49.6%選票在該區勝出連任。